# Le Boulou
Le Boulou (en catalán El Voló) es una localidad y comuna situada en el departamento de los Pirineos Orientales y la Región de Occitania, en la comarca del Rosellón en Francia.

## Geografía
Le Boulou se sitúa en el valle del río Tech, en el límite entre la llanura del Rosellón, el Vallespir y la sierra de Alberés. Esta situación, a la que tiene que agregarse su proximidad al paso de Pertús (y por tanto, la frontera española) y a la autopista A9, lo ha convertido en un importante nudo de comunicaciones.
La comuna de Le Boulou limita con Passa, Tresserre, Montesquieu-des-Albères, Les Cluses, Maureillas-las-Illas y Saint-Jean-Pla-de-Corts.

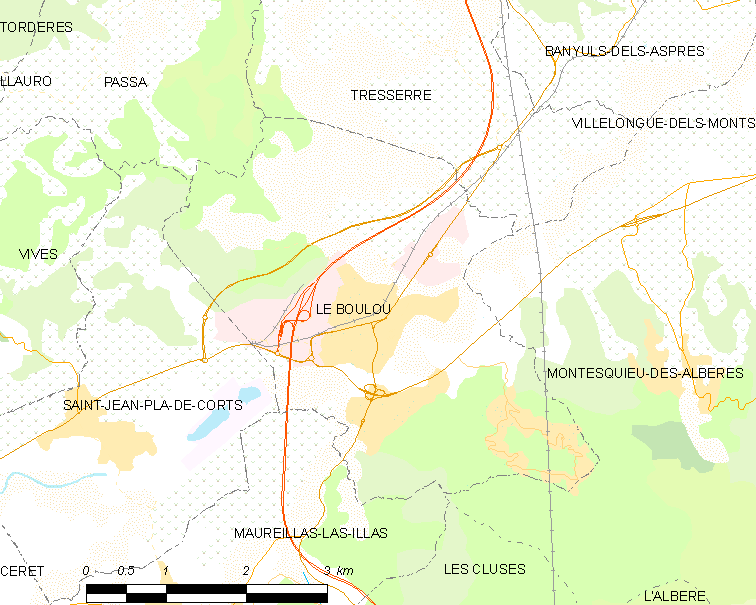
Situación de Le Boulou

## Historia
Fue mencionado por primera vez en el año 976 bajo la forma Volone (también Volo y Volum), y después como el Voló o lo Voló a partir del siglo XIV. La forma Bolo se desarrollaría ya en el siglo XVII, y la grafía sería afrancesada en Boulou, que no corresponde a la pronunciación del nombre en catalán estándar (que sería algo así como "al Buló"), pero sí a la pronunciación del catalán de Rosellón, y está bastante alejada de la grafía catalana.
En 1794, durante la Guerra del Rosellón tuvo lugar la batalla de Boulou entre las tropas de Carlos IV de España comandadas por el general Antonio Ricardos y la Primera República Francesa, comandadas por el general Dugommier y que acabó con victoria francesa.

## Gobierno y política

### Alcaldes
- 1987-1995 : Marie-Rose Careras
- 1995-2008 : Jean-Pierre Salgas
- 2008-2014 : Christian Olive
- 2014-2020 : Nicole Villard-Schlatter
- 2020- : François Comes

## Demografía

Localización de Le Boulou en el Rosellón.

| 2512 | 2921 | 3709 | 4292 | 4436 | 4428 | 5520 |
| Para los censos de 1962 a 1999 la población legal corresponde a la población sin duplicidades (Fuente: INSEE [Consultar]) |      |      |      |      |      |      |

## Lugares y monumentos
- Iglesia parroquial Notre-Dame
- Capilla de Sainte-Marguerite-de-Molars
- Capilla Saint-Antoine
- Estación termal

## Personalidades
- Toni Montané: cantante y autor de temas de contenido humanístico y lírico.